# Moshoeshoe II.

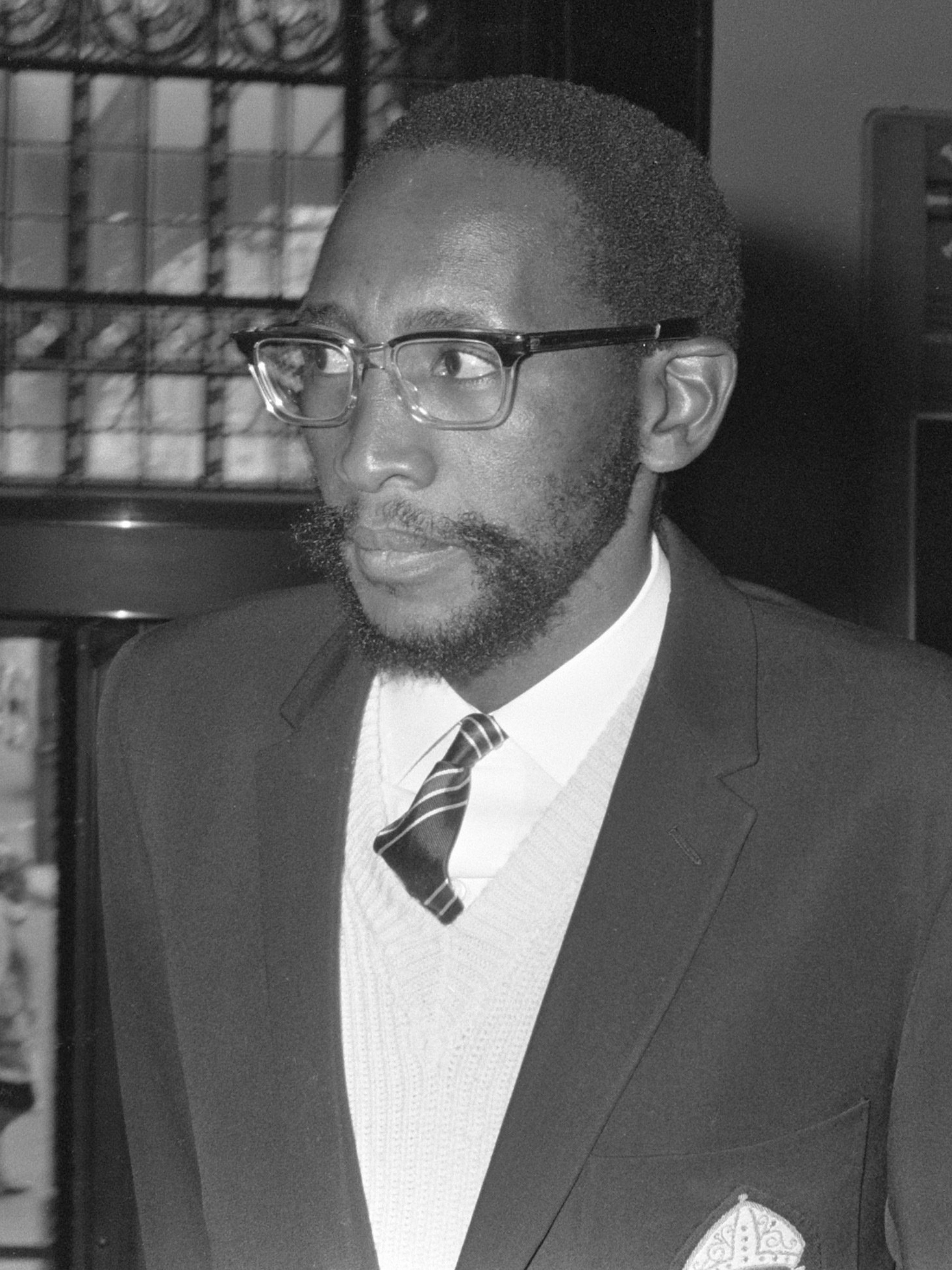
Moshoeshoe II. (1970)

Moshoeshoe II. [moˈ∫wɛ∫wɛ] (* 2. Mai 1938 in Thabang bei Mokhotlong, Basutoland; † 15. Januar 1996 bei Marakabei; Geburtsname Constantine Bereng Seeiso) war König von Lesotho.

## Frühe Jahre in Basutoland
Moshoeshoe II. wurde als Constantine Bereng Seeiso geboren. Sein Vater war der morena e moholo Seeiso Griffith (1905–1940), seine Mutter ’Mabereng dessen Zweitfrau, eine einfache Frau aus dem Stamm der Batlokoa. Daher war sein Erbe umstritten. Sein älterer Halbbruder Leshoboro Seeiso, von der Drittfrau seines Vaters geboren, beanspruchte ebenfalls den Titel als morena e moholo. Nach Seeiso Griffith’ Tod 1940 wurde dessen Erstfrau ’Mantšebo (1902–1964) Regentin, da die Kinder noch zu jung für das Amt waren. Constantine Bereng Seeiso lebte in Verstecken bei unterschiedlichen barena, bis er auf Wunsch seiner Mutter ab 1948 die römisch-katholische Roma Primary School in Roma besuchte. 1954 bis 1957 besuchte er das Ampleforth College in North Yorkshire im Vereinigten Königreich und studierte am Corpus Christi College der Universität Oxford bis 1960 Politikwissenschaften, Philosophie und Wirtschaftswissenschaften.
Zunächst war vorgesehen, dass er das Amt des Oberhaupts der Basotho (Sesotho morena e moholo, englisch: Paramount Chief) erst mit 25 Jahren und nach Beendigung seines Studiums antreten solle. Streit mit der Regentin brachte ihn jedoch dazu, das Amt bereits vorher mit Unterstützung der meisten anderen barena zu übernehmen. Am 12. März 1960, dem Moshoeshoe’s Day, der an seinen Ururgroßvater Moshoeshoe I. erinnerte, wurde er vereidigt und nahm den Namen Moshoeshoe II. an. Seine verfassungsmäßige Rolle war unklar. 1959 war eine erste Verfassung im britisch beherrschten Basutoland ausgearbeitet worden, die den Einfluss des morena e moholo auf die übrigen barena stark verminderte. Moshoeshoe II. strebte dagegen für die herannahende Ära der Unabhängigkeit eine einflussreiche Rolle in der Exekutive an, kombiniert mit einem parlamentarischen System. Er hielt öffentliche Reden, um seine Ideen zu propagieren, und kritisierte die Kolonialbehörden. Für eine weitere verfassungsgebende Versammlung ernannte er einige Mitglieder, die jedoch dem König nur eine symbolische Rolle zubilligten. Bei der Wahl 1965 setzte Moshoeshoe II. auf die royalistische Marematlou Freedom Party (MFP), die jedoch nur vier der 60 Sitze erhielt, während die Basutoland National Party (BNP) die Wahl gewann. Er ersetzte im Senat fünf Senatoren; der Oberste Gerichtshof erklärte die Aktion aber für null und nichtig.

## Rolle als König von Lesotho
Moshoeshoe II. bildete daraufhin eine taktische Allianz mit der MFP und der größten Oppositionspartei Basutoland Congress Party (BCP) unter Ntsu Mokhehle. Die britischen Kolonialbehörden vollzogen jedoch zusammen mit der BNP am 4. Oktober 1966 die Unabhängigkeit des Landes unter dem Namen Lesotho. Moshoeshoe II. nahm den Titel „König“ (Sesotho: motlotlehi, deutsch: „Der es wert ist, gepriesen zu werden“) an, rief aber zu friedlichen Protesten auf und hielt Massentreffen ab, um seine Position zu stärken. Für den 27. Dezember 1966 rief Moshoeshoe II. als Abschluss einer Serie von Kundgebungen zu einem „Gebetstreffen“ in Thaba Bosiu auf. Die BNP-Regierung unter Leabua Jonathan verbot das Treffen. Moshoeshoe II. nahm daher nicht daran teil, tausende Anhänger versammelten sich jedoch dort. Die Sicherheitskräfte konnten die Versammlung nicht friedlich auflösen und schossen in die Menge. Zehn Menschen kamen bei dieser Thaba Bosiu Affair („Thaba-Bosiu-Affäre“) ums Leben. Moshoeshoe II. musste daraufhin ein Dekret unterschreiben, dass er fortan nur noch auf Anweisung der Regierung handeln und Reden halten dürfe. Er weigerte sich jedoch, diese Rolle anzunehmen.
Bei der Parlamentswahl 1970 gewann die BCP die Mehrheit, die BNP-Regierung ließ die Wahlen jedoch für ungültig erklären. Nachdem Moshoeshoe II. dies mehrfach kritisiert hatte, wurde er am 10. Februar 1970 ins Exil nach Den Haag in die Niederlande geschickt, wo er von einem BNP-Mann überwacht wurde. Währenddessen übernahm seine Frau ’Mamohato (1941–2003) die Regentschaft. Nach einigen Monaten durfte er zurückkehren und nahm seine Rolle als repräsentatives Staatsoberhaupt wieder auf. Er nahm jedoch auch zahlreiche Sabbaticals und erreichte in Oxford einen Bachelor of Arts in Politikwissenschaften, Philosophie und Wirtschaftswissenschaften sowie einen Bachelor of Arts in Rechtswissenschaften.

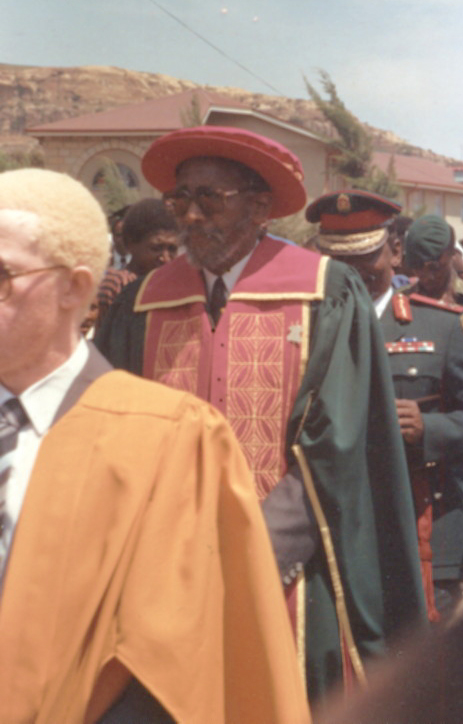
Moshoeshoe II. bei der Verleihung der Abschlüsse an der National University of Lesotho 1988; dahinter Justin Lekhanya

Am 20. Januar 1986 stürzten Militärs unter Justin Lekhanya die BNP-Regierung. Moshoeshoe II. hatte den Putsch im Vorfeld unterstützt, da er weiterhin eine größere Rolle anstrebte. Zwei der sechs Junta-Mitglieder waren Cousins des Königs; mehrere königstreue Minister wurden ernannt. Moshoeshoe II. formulierte Ziele der neuen Regierung, unterzeichnete aber auch die Order No. 4, die jegliche politische Tätigkeit untersagte. Beim Besuch von Papst Johannes Paul II. in Lesotho im Jahr 1988 überfielen Kämpfer der Lesotho Liberation Army einen Bus mit Pilgern. Lekhanya bat die südafrikanische Apartheid-Regierung um polizeiliche Unterstützung. Moshoeshoe II. lehnte sich dagegen auf. In der Folge wurden acht königstreue Minister entlassen; Moshoeshoe II. verließ das Land für ein weiteres Sabbatical in England und wurde anschließend entthront. Erneut wurde seine Frau ’Mamohato Regentin.
Sein Sohn Letsie III. wurde 1990 als neuer König vereidigt. Moshoeshoe II. kehrte im Juli 1992 als morena Bereng Seeiso nach Lesotho zurück. Im Folgejahr fanden demokratische Wahlen statt, die von der BCP gewonnen wurden. Sie hatte jedoch kein Interesse an einer stärkeren Position der Monarchie. 1994 putschte Letsie III. mit Unterstützung seines Vaters gegen die BCP-Regierung. Nach einigen Wochen scheiterte der Putsch, Moshoeshoe II. erreichte aber in Verhandlungen, dass er am 25. Januar 1995 anstelle seines Sohnes als König inthronisiert wurde. Er starb jedoch im Januar 1996 bei einem Verkehrsunfall bei Marakabei, als sein Fahrer das Auto in einen Abgrund fuhr.
Zur Beerdigungsfeier in Thaba Bosiu kamen zehntausende Menschen, darunter afrikanische Staatsoberhäupter wie der südafrikanische Präsident Nelson Mandela. Moshoeshoe II. wurde auf dem Plateau in der Nähe Moshoeshoes I. beerdigt. Nach wenigen Wochen, in denen ’Mamohato ein drittes Mal Regentin war, übernahm Letsie III. erneut die Königswürde.
Zu Moshoeshoes II. Ämtern gehörte die Kanzlerschaft der National University of Lesotho. Er unternahm zahlreiche Auslandsreisen und verwaltete Stiftungen zur Förderung von Schulen und der ländlichen Entwicklung.

## Familie
Im August 1962 heiratete Moshoeshoe II. Tabitha ’Masentle Lerotholi Mojela (1941–2003). Sie nannte sich fortan Königin ’Mamohato, deutsch: „Mutter des Mohato“. Sie hatte drei Kinder. Neben Letsie III. – ursprünglich David Mohato Seeiso Bereng, geboren 1963 – waren dies Prinz Seeiso Bereng Seeiso (* 1966) und Prinzessin Constance Christina ’Maseeiso (1969–1994).